# Cyphostemma bidgoodiae
Cyphostemma bidgoodiae är en vinväxtart som beskrevs av B. Verdcourt. Cyphostemma bidgoodiae ingår i släktet Cyphostemma och familjen vinväxter. Inga underarter finns listade i Catalogue of Life.